# Kostel svatého Vojtěcha (Libice nad Cidlinou)
Kostel sv. Vojtěcha je římskokatolický farní kostel v obci Libice nad Cidlinou ležící v okrese Nymburk. Nachází se uvnitř obce, na východním konci návsi. Kromě samotného kostela k němu přináleží z východu domek hrobníka a ohraničující zeď. Zasvěcení kostela odkazuje na významného rodáka, svatého Vojtěcha (Vojtěch Slavníkovec), druhého pražského biskupa, který zde prožil část dětství a mládí.

## Historie
Původní dřevěný kostel sloužil zřejmě jako pohřební kostel synů Slavníkovců. Zasvěcený byl pravděpodobně svatému Bonifáci, později svatému Jiří (údajně vysvěcen svatým Vojtěchem).
Po požáru koncem 14. století byl na místě starého románského kostela postaven nový kostel. Od roku 1746 byl na hlavním oltáři umístěn obraz svatého Vojtěcha a v roce 1832 byl kostel Vojtěchovi oficiálně zasvěcen. Téhož roku kostel znovu uchvátil požár. Obnova, jež proběhla v letech 1835–1836, zahrnula prodloužení chrámové lodi a pozdně empírovou úpravu tvaru jejích oken. Ke kostelu přibyla věž. Další úprava proběhla roku 1875, kdy byla fasáda pseudorenesančně upravena stavitelem Štěpničkou z Týnce nad Labem. Do dnešní podoby se dochovaly gotický presbytář a sakristie.

## Architektura
Kostel je jednolodní s polygonálním zakončením presbytáře, obdélnou sakristií po jižní straně a s hranolovou věží v západním průčelí. Kostel se datuje do poslední čtvrtiny 14. století, i když okenní kružby nasvědčují spíše jeho třetí čtvrtině.

### Interiér

#### Loď
Kostel má širší obdélnou loď. Je sklenuta pěti poli placky. Meziklenební pásy jsou široké, půlkruhové. Klenba dosahuje výšky asi 7 m. Kruchta je též podklenuta plackou, spočívá na dvou pilířích. Po každé straně lodi je pět obloukových oken. Na jižní straně lodi se nachází vezděná polygonální kamenná kropenka.

#### Presbytář
Presbytář je sklenut dvěma nestejnými poli křížovými klenby a v závěru paprsčitě žebry hruškového profilu. Žebra dosedají na jehlancovité konzolky. Nad presbytářem se stýkají v neprofilovaném hmotném svorníku. Orientace presbytáře je, dle středověké zásady, na východ. Od chrámové lodi je oddělen barevně zvýrazněným triumfálním obloukem.
Jeho závěr je osvětlen čtyřmi lomenými dvojdílnými okny s kružbami. Pouze u severního jsou obloučky pod vrcholovým vzorcem zalomeny s nosníky, u zbývajících tří mají tvar půlkruhový s mniškami. Ve vrcholu jsou čtyřlist v opsaném kruhu, čtyřlist ve sférickém čtyřúhelníku, trojlist a trojlist ve sférickém trojúhelníku. Motiv trojlistu a čtyřlistu se začal uplatnit od počátku 14. století.
Zevně na severní stěně presbytáře jsou viditelné tři zazděné výklenky se dvěma představenými sloupy. Patrně se jedná o zbytek empírové oratoře, přistavěné k presbytáři roku 1835 a zbořené roku 1926. Téhož roku byla loď upravena novorenesančně a s ní byl zazděn jižní lomený portál na zalamujícím se trnoži, který je profilován drobným výžlabkem, hruškovcem a výžlabkem přecházejícím do oblounku. U vchodu do sakristie se nachází sedilia, na nichž během bohoslužeb sedal kněz a jeho asistence (jáhen, podjáhen). Sedilia je stavěna jako výklenek v síle stěny a zvýrazněna zkosením hran oblouku.

#### Sakristie
Na jižní straně presbytáře se nachází obdélná sakristie. Do sakristie, obdobně zaklenuté křížovou žebrovou klenbou s přičleněnými trojbokými konzolami a profilovaným svorníkem, se otevírá segmentem překlenutý okosený portálek. Místnost slouží k uchovávání liturgického náčiní, mešních rouch atp. Severně od presbytáře se nachází malý pravoúhlý sanktuář.

### Vybavení kostela
Zařízení kostela pochází z různých historizujících slohů. Kazatelna, krucifix a varhany pochází z 18. století. Hlavní oltář je novogotický z roku 1897, s obrazem od Františka Maška z roku 1836.

### Exteriér
Věž kostela je přistavěna k západnímu průčelí lodi. Přes ni vede hlavní vstup do kostela. Korunní římsa je slícovaná s římsou kostela. Velké kulaté hodiny nad půlkruhovým oknem se opakují na všech stranách věže. Její střecha je jehlová se strmým sklonem.
Do hřbitova se vstupuje brankou při jižní straně lodí a bránou severně západním průčelím kostela. Kolem kostela se nachází pozdně empírové náhrobky od J. Šejbala z Poděbrad kolem roku 1882 a náhrobky od S. a A. Suchardy kolem roku 1900.

## Domek hrobníka
Obdélná přízemní stavba je členěna soklem a podstřešní římsou. Je stavěna z opuky, cihel a ruly. Jeho valbovou střechu kryjí tašky bobrovky. V západním průčelí jsou dvě okna. V severním průčelí jsou dveře a vpravo od nich dveře zazděné. Podobně zazděné jsou na tom okna a dveře na jižním průčelí. Dispozice domu je rozdělen do tří místností. V západní polovině je jedná velká místnost, ve východní polovině jsou dvě místnosti vedle sebe. Ve velké místnosti uprostřed západní stěny je namalován obraz sv. Vojtěcha od malíře Červinky. Zajímavosti je, že pískovcový kvádřík s křížem vytesaným do hloubky, který dnes zdobí nový oltář kostela, byl zazděn ve zdi tohoto domku.

## Ohradní zeď
Ohradní zeď hřbitova byla stavěna z opuky, dnes sem tam doplněna cihlami. Na vnější straně spádové pískovcové desky kryjí původně omítnutou zeď. Při jižní straně lodi jsou kovaná vrata s pilíři s kamennými deskami, otočená proti západu. Severně od západní stěny lodi jsou kovaná vrata s pilíři.

## Galerie

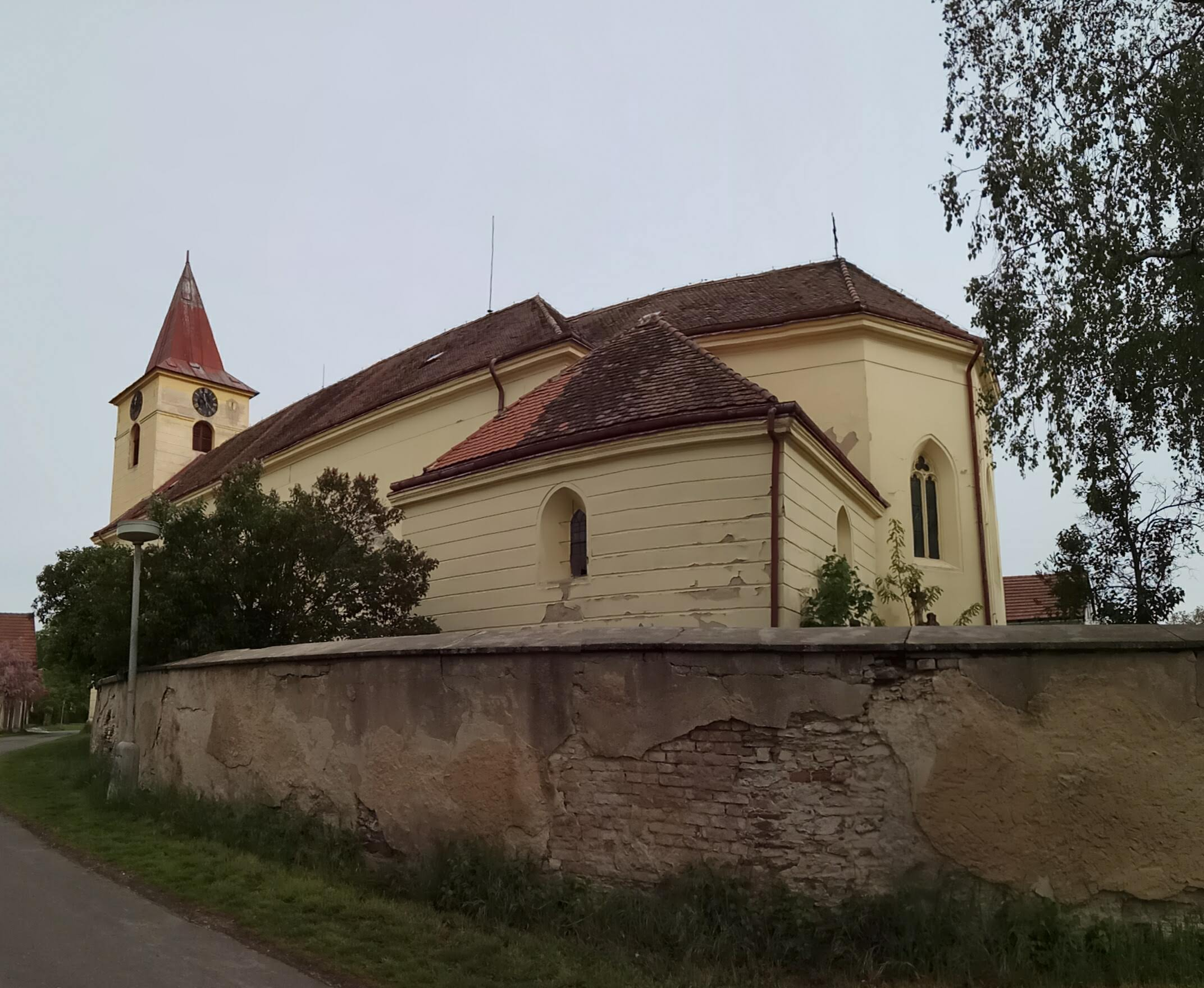
Panorama
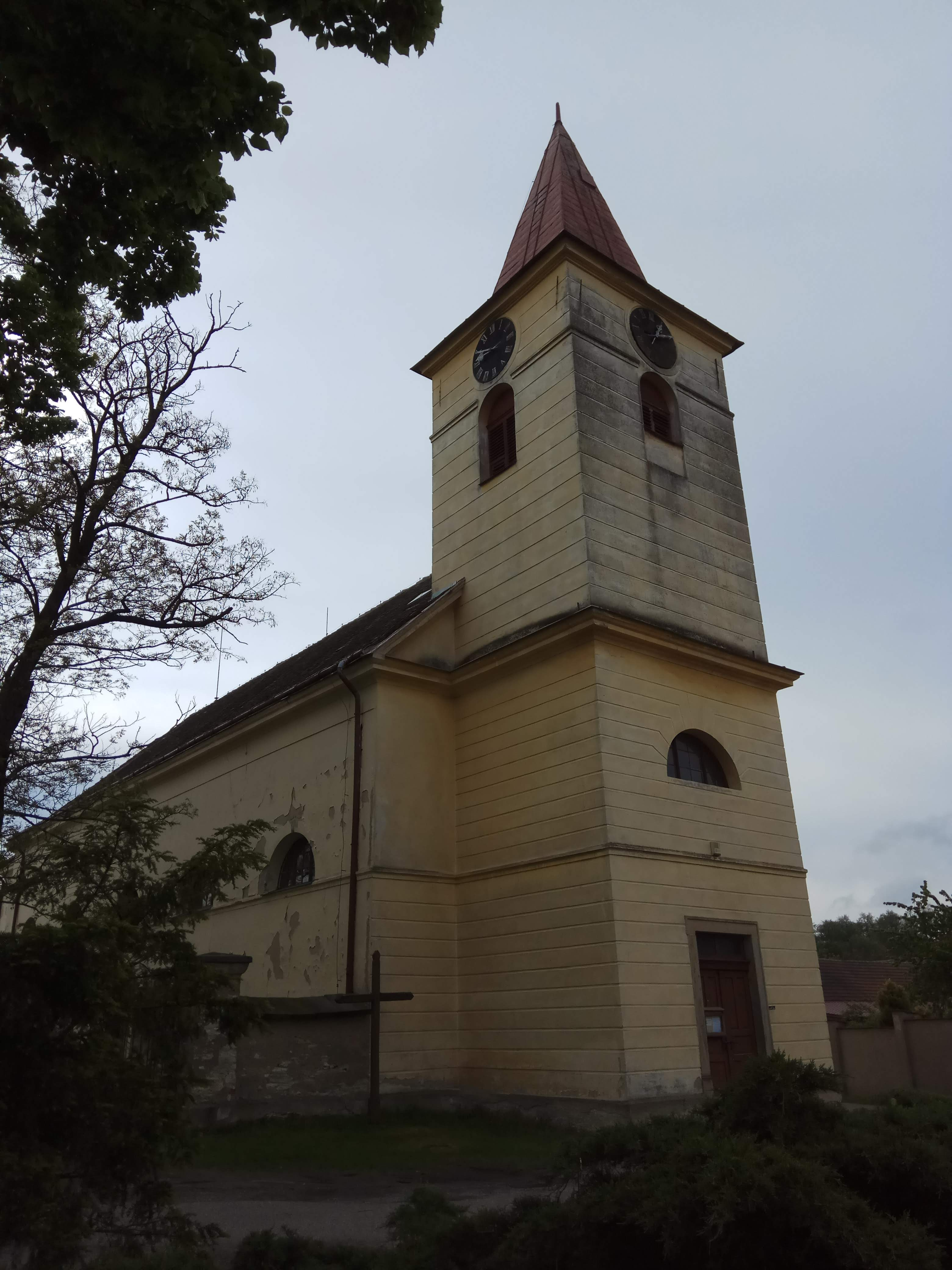
Průčelí kostela
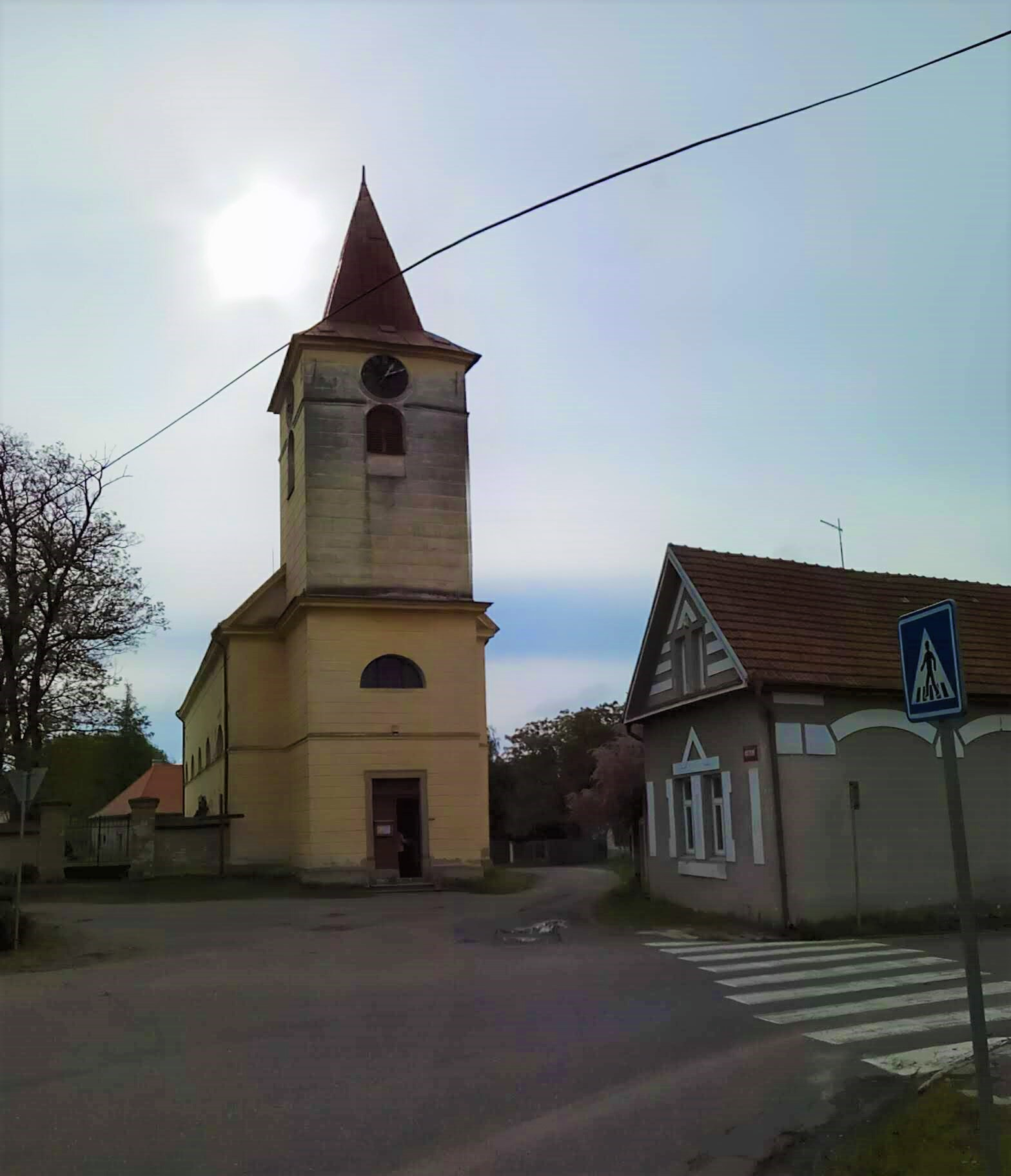
Pohled na kostel z návsi
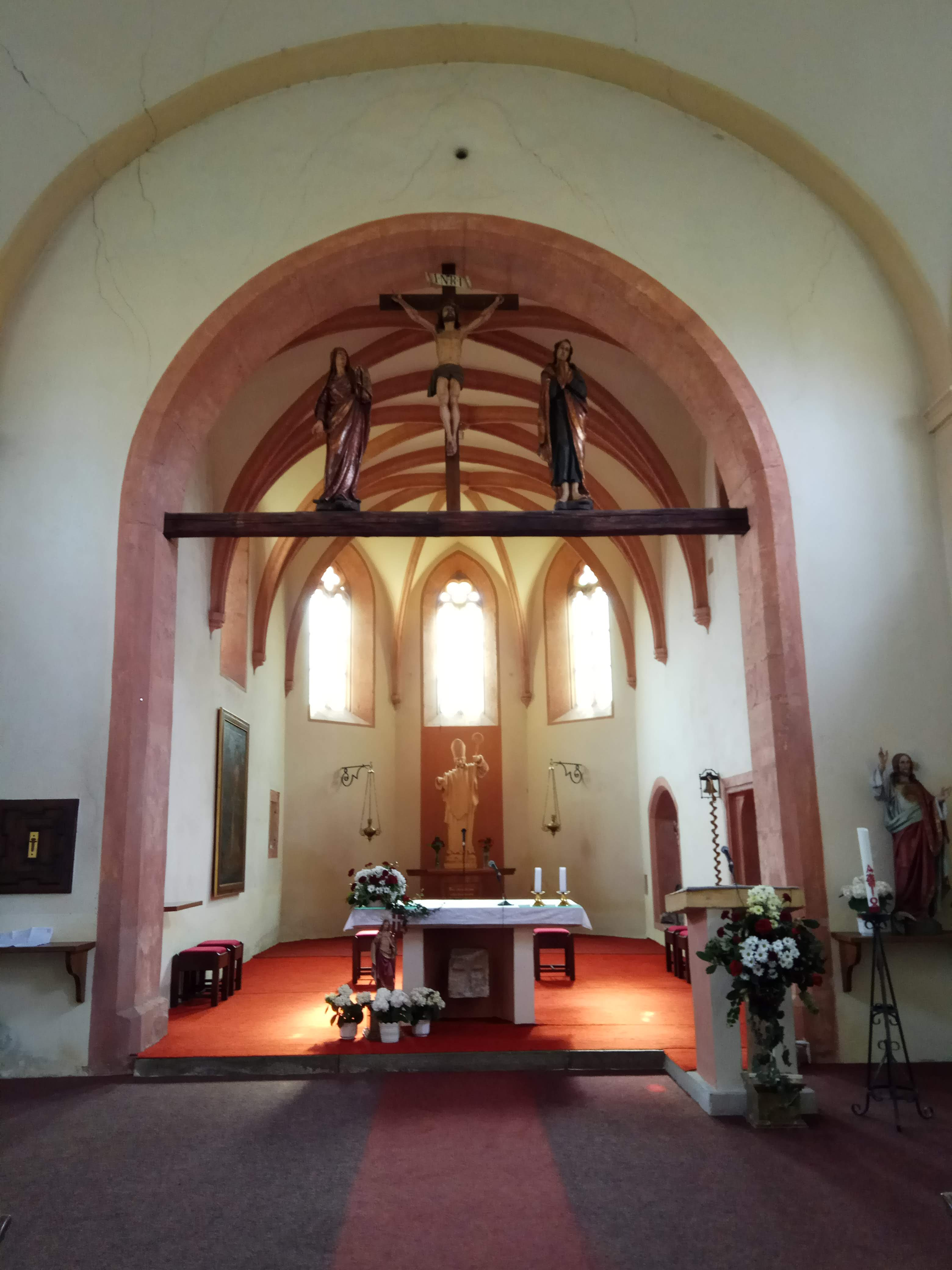
Presbytář
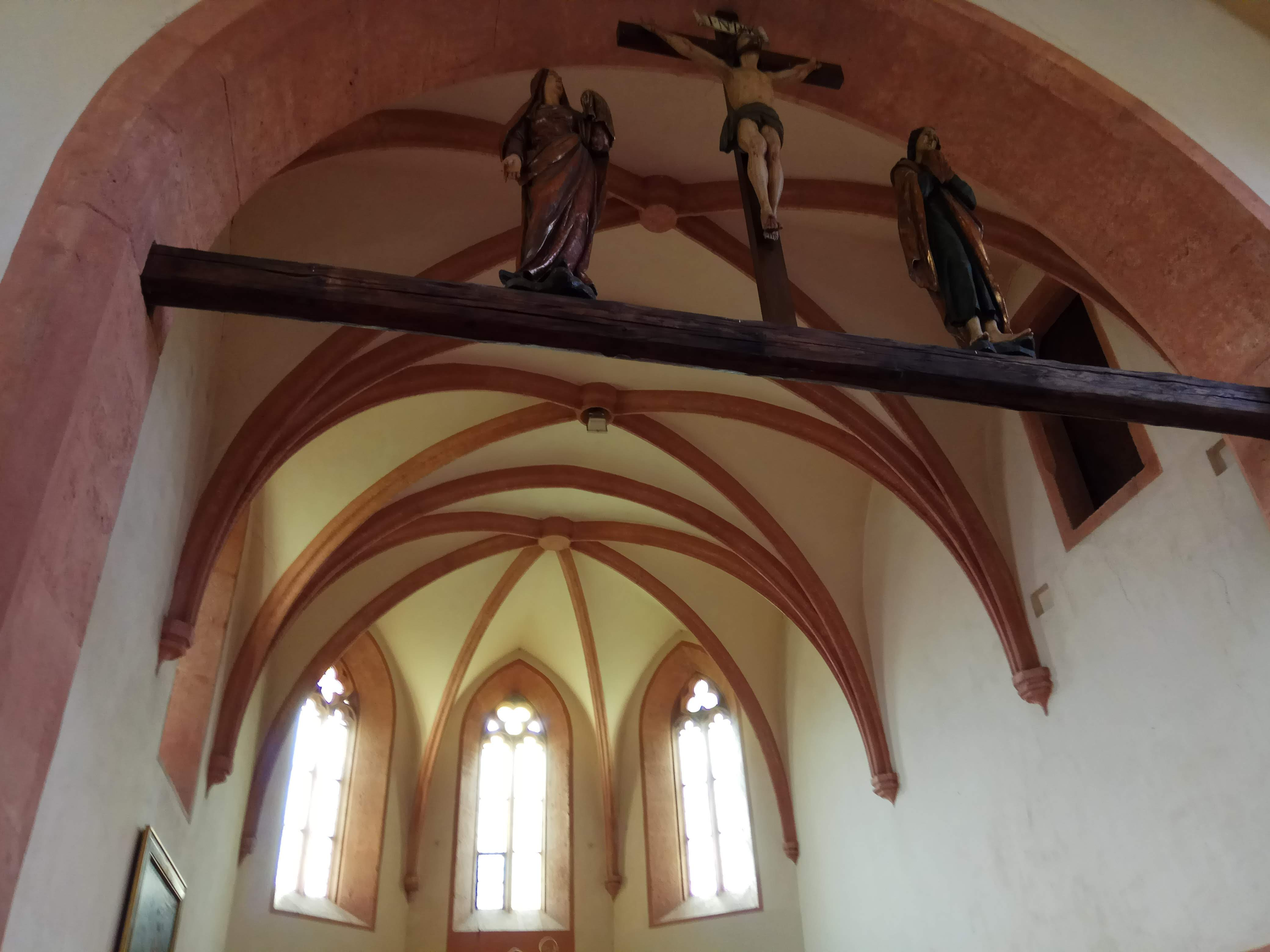
Klenutí presbytáře
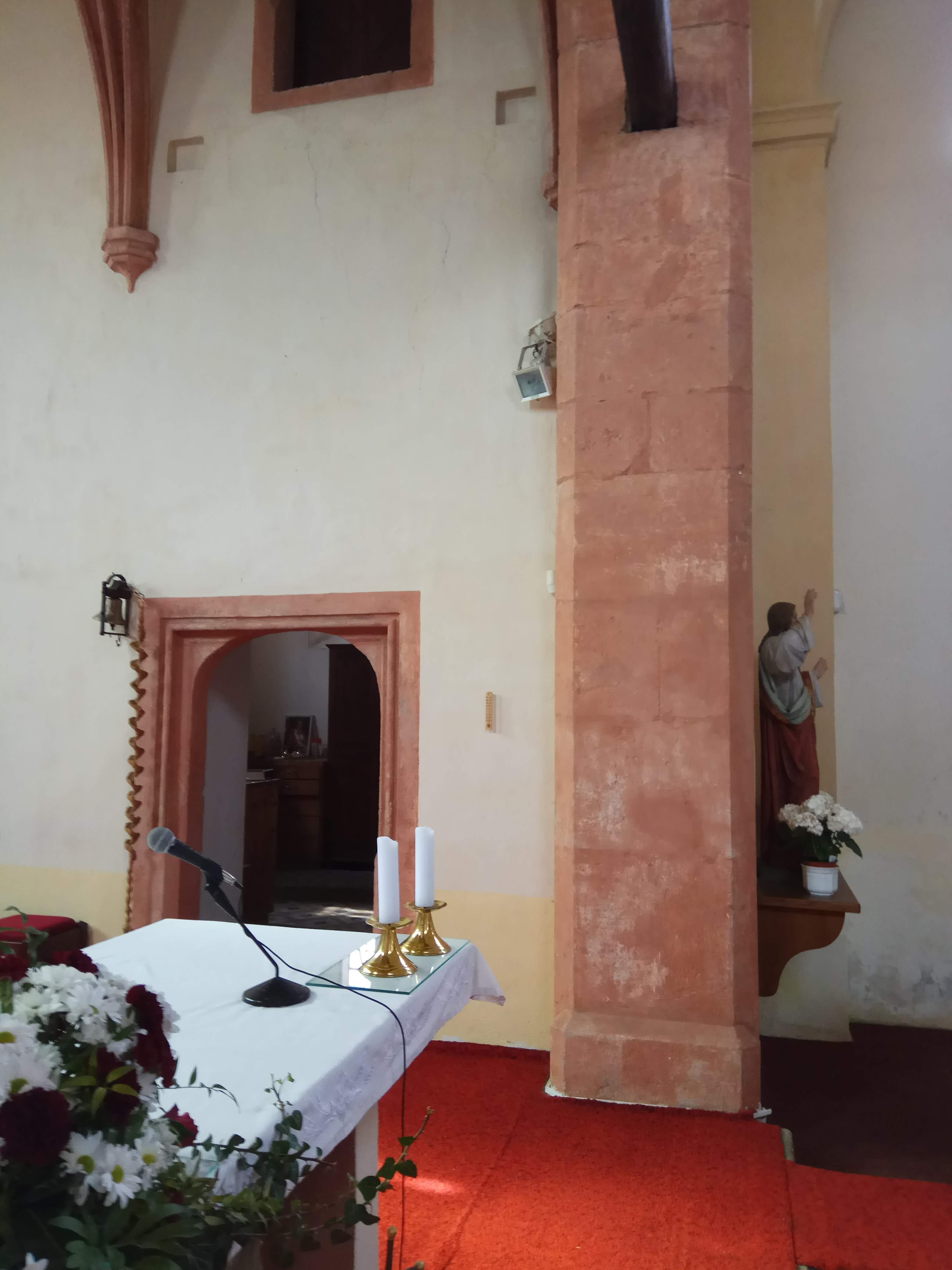
Vstup do sakristií
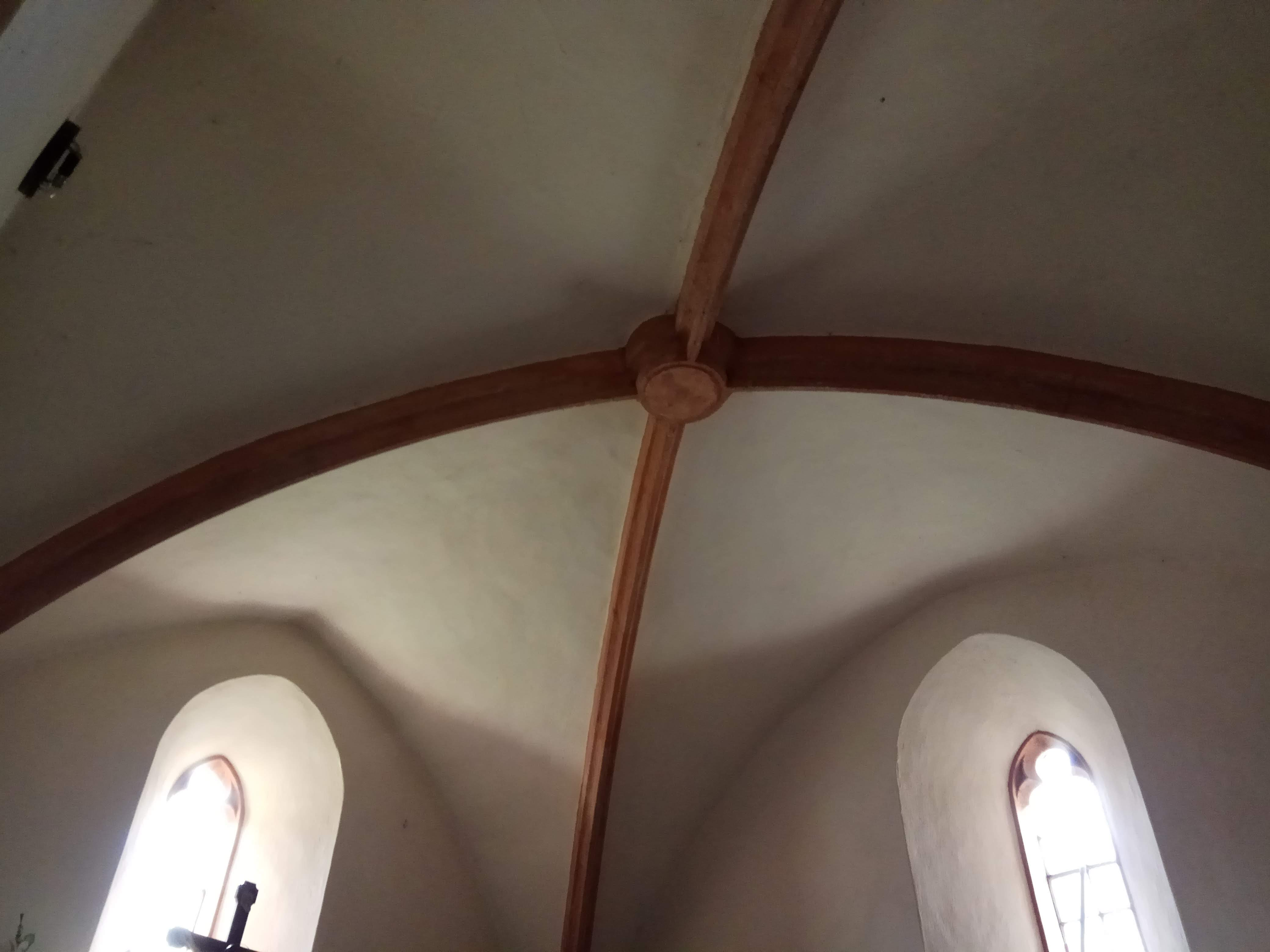
Klenutí sakristií
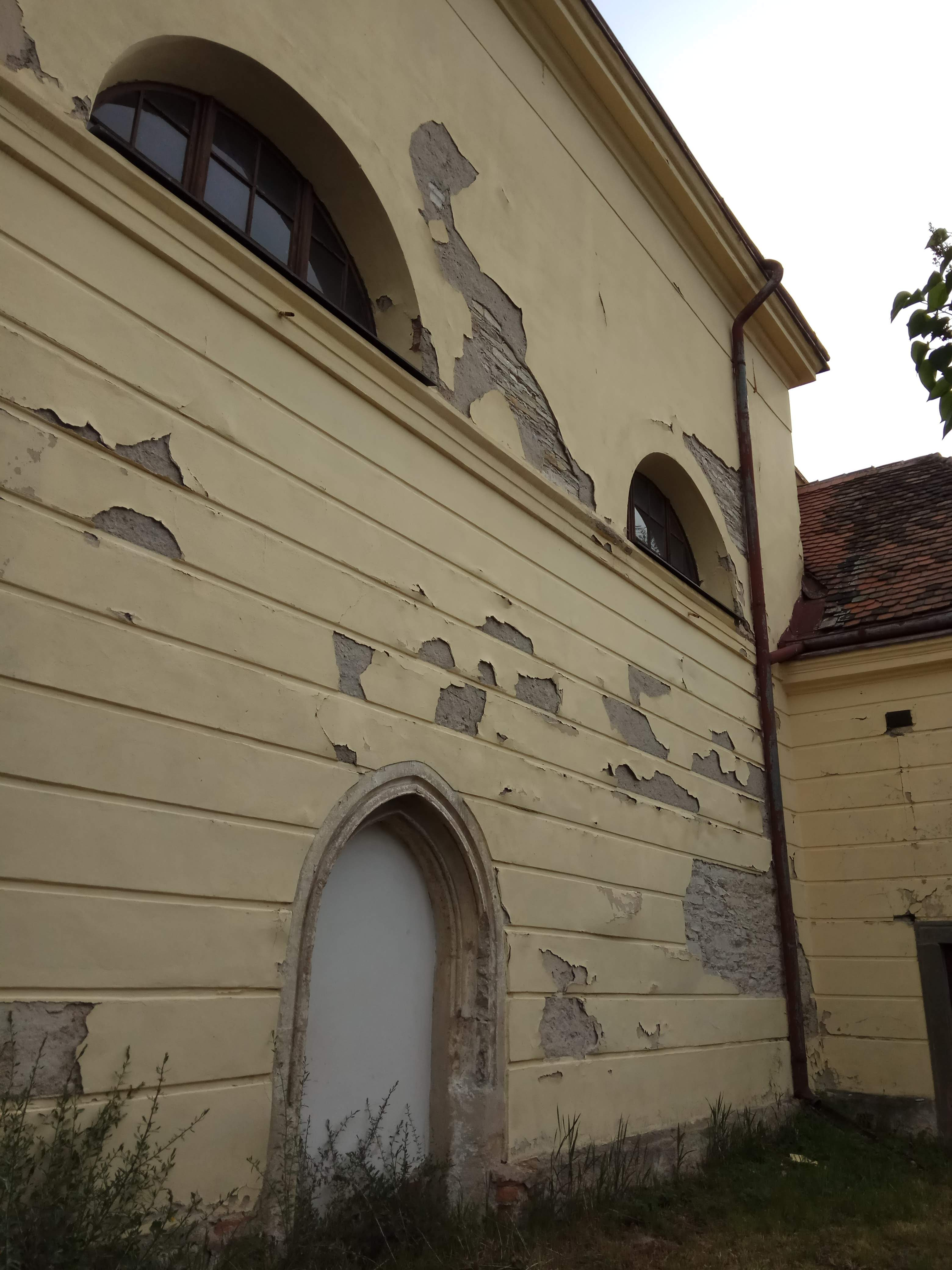
Zazděný portál